# ОШ „1300 каплара” Београд
Основна школа 1300 каплара са седиштем у Панчиној улици број 1, основана је 2002. године спајањем две школе. Те године, када је због ниског наталитета у држави угашено више школа, осам на територији Београда, престале су са радом и школе Драгица Правица и 1300 каплара (раније Моша Пијаде).

## Историјат школе
Основна школа Моша Пијаде основана је 1957. године и била је од великог значаја за Булбулдер, део Звездаре.
Радила је у три смене, а њен први директор био је Живорад Муњић. Наследили су га Милан Мраовић, Стева Лазаревић, Драгослав Адамовић и Иванка Марковић. На иницијативу колектива и тадашњег директора Драгослава Адамовића, школа 1992. године мења име у 1300 каплара. По одлуци Министарства просвете и спорта, у зграду ове школе 2002. године усељава се Зуботехничка школа.
Због великог прилива становништва 1961. Булбулдер добија још једну основну школу, наиме те године је почела са радом школа Драгица Правица. Директор новоосноване школе била је Јелисавета Миљковић, наследио ју је Радомир Радосављевић, затим је школу водио Милан Лазовић. Последњи директор школе Драгица Правица био је Милован Никшић који је био и директор новоосноване школе 1300 каплара до 2007. године. Од 2007—2013. године директор школе је била Бисерка Сабо. Садашњи директор школе је Марица Ременски.
Школа Драгица Правица је свој велик успех имала 1971. године када је спроведено тестирање међу ученицима основних школа и када је ова школа освојила прво место. Годину дана касније школа постаје експериментална, отвара се прва медијатека са 217 наставних филмова од којих је сачувано око 150.
Школа је организована као установа основног образовања и васпитања и у свом саставу нема издвојених одељења.
Поред редовних одељења, у школи је организован и продужени боравак ученика у три васпитне групе.

## Основни подаци
Образовно-васпитну делатност школа обавља у једном објекту. Школа има салу за физичко васпитање. Укупна површина објекта износи 3863m2. Школа има три уређена спортска терена. Школу похађа 411 ученика, распоређених у 20 одељења (9 у млађим и 11 у старијим разредима). У млађим разредима има 201 ученика, а у старијим 210 ученика.
По два одељења су у другом, трећем, четвртом и седмом разреду, а по три у првом, петом, шестом и осмом разреду. Просечан број ученика у одељењу је 20,55.

## Име школе
1300 каплара је назив за још недошколоване официре који су послати као појачање Првој армији у Колубарској бици. Састав ове јединице чинио је будући интелектуални крем Србије. Почетком рата велики број младића, како из Србије тако и из Аустроугарске, напустио је школовање и ставио се на располагање врховној команди. Они су упућени у војну школу у Скопљу. Иако њихова обука није била завршена, развој догађаја приморао је врховну команду да их пошаље у борбу. Српска војска је била у повлачењу, деморалисана, са мањком муниције, Београд је био у непријатељским рукама, тако да се свет већ помирио са потпуним сломом Србије. За одсудну борбу биле су неопходне све расположиве снаге, због чега су младићима у Скопљу пре времена подељени чинову каплара (отуд и назив) и они су одмах наредно јутро упућени ка Колубари и Сувобору. Српска војска је тада извојевала једну од најсјајнијих победа у Првом светском рату, предвођена Живојином Мишићем. 1300 каплара представљају симбол жртвовања за слободу сопствене земље и народа јер су их чинили, махом, голобради младићи који су свесно кренули у борбу. 
Многи мисле да се песма Милана Ракића На Газиместану односи на 1300 каплара.